# Särna
Särna (pronúncia aproximada sérna) é uma localidade sueca da província histórica de Dalarna (Dalecárlia), localizada na margem direita do rio Österdalälven.
Tem cerca de 667 habitantes, e está situada na Comuna de Älvdalen, pertencente ao condado de Dalarna. 

## Comunicações
- Estrada nacional 70 (Riksväg 70) - rodovia ligando Enköping - Älvdalen – fronteira com a Noruega.

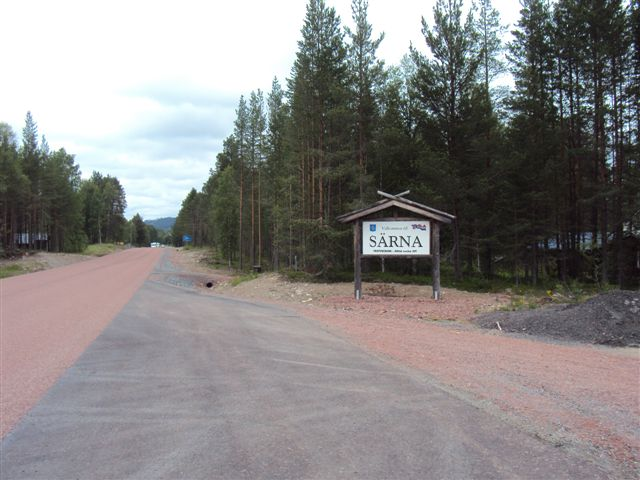
Uma entrada da localidade de Särna
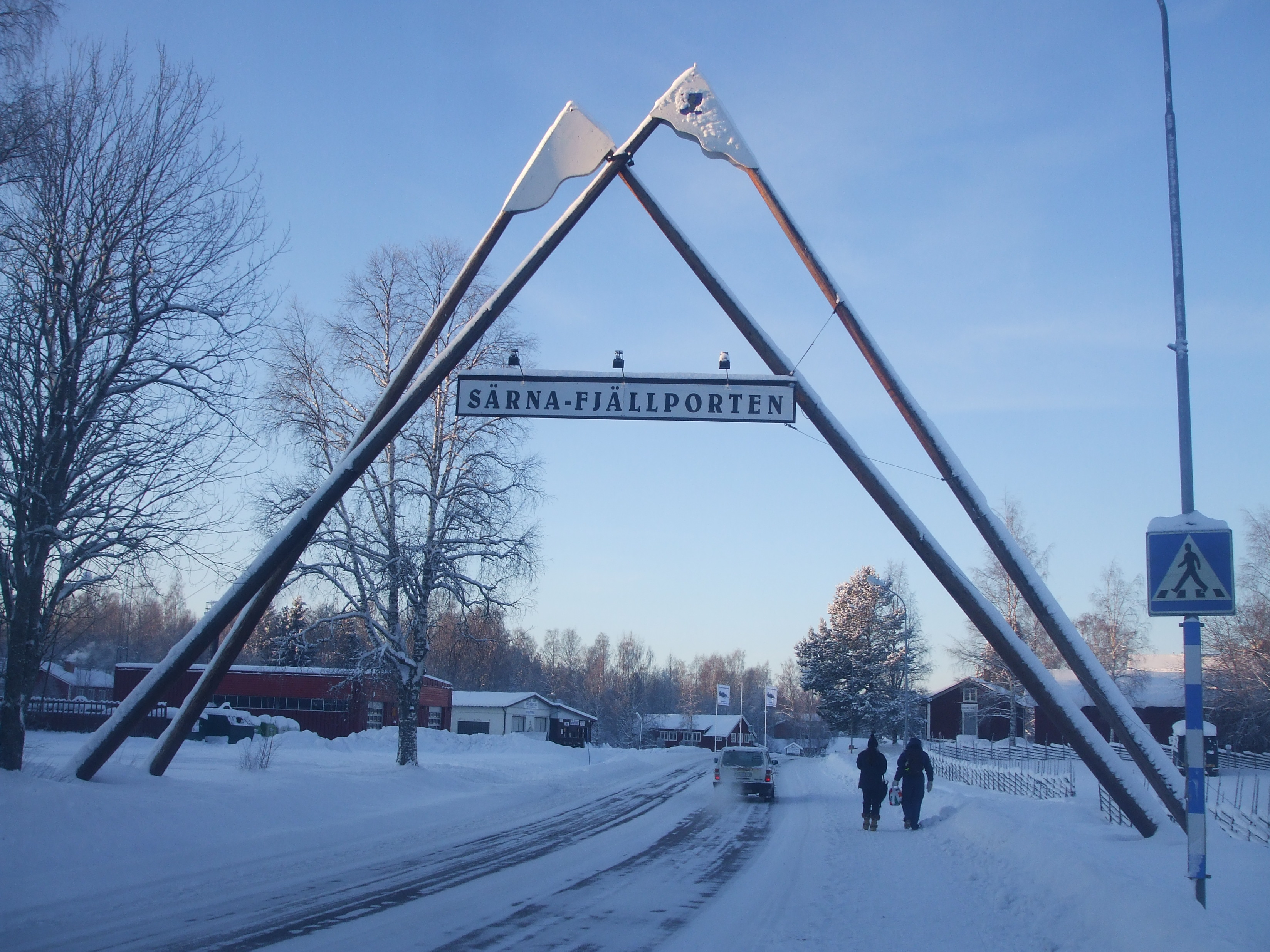
Outra entrada de Särna